# Союз Девяти
Сою́з Девяти́ (телугу నవ అపరిచిత వ్యక్తులు) — мифическая организация, якобы ведущая непрерывный мониторинг научно-исследовательской деятельности в мире, с целью препятствовать разработке и внедрению изобретений, способных привести к уничтожению человечества. По одной из легенд, был создан после Великой битвы на поле Куру (Курукшетра), в которой, по свидетельству Махабхараты, применялось «оружие богов», по поражающему эффекту сходное с современными ядерным и химическим. По другой легенде — был основан индийским императором Ашокой в 273 году (III веке) до н. э.

## Упоминание в литературе
- Впервые упомянуто в романе Тэлбота Манди[англ.] «The Nine Unknown» («Девять Неизвестных»), опубликованном в 1923 году в журнале Adventure[англ.][1].
- Упоминается также в романе Тэлбота «Caves of terror» («Пещеры ужаса», 1924), но здесь девять неизвестных представлены злодеями[2].
- «Утро магов» Жака Бержье и Луи Повеля[англ.] (1961)
- Роман братьев Стругацких «За миллиард лет до конца света».
- Повесть Петра Кадочникова, Аркадия и Бориса Стругацких «День затмения».
- Роман А. Г. Лазарчука и М. Г. Успенского «Посмотри в глаза чудовищ».
- Повесть (роман) В. И. Суханова «Аватара».
- Ф. Х. Фармер, романы «Пир потаённый» и «Властелин деревьев».
- В. Головачёв, серия «Запрещённая реальность».

## Упоминания в кино
Легенда положена в основу российского телесериала «Девять неизвестных».